# Roman Korban
Roman Korban (Nadwórna, Polonia; 23 de mayo de 1927-Sídney, Australia; 15 de enero de 2024) fue un atleta polaco especialista en la carrera de media distancia que participó en los Juegos Olímpicos.

## Carrera
Sus principales logros se dieron a nivel nacional, donde fue campeón nacional en la prueba de 800 metros en dos ocasiones y en los 1500 metros en 1951, además de ser tres veces subcampeón en la prueba de 800 metros y en el relevo 4 x 400 metros en 1951.
También fue campeón nacional en el campeonato bajo techo en la prueba de 800 metros en 1950, además de subcampeón en 1948 y en la prueba de 3 x 800 metros.
A nivel internacional participó en los Juegos Olímpicos de Helsinki 1952 en la prueba de 800 metros donde fue eliminado en el tercer hit de la primera ronda por dos décimas de la clasificación.

## Récords
- Fuente: [4]

| Prueba      | Fecha               | Récord |
| ----------- | ------------------- | ------ |
| 400 metros  | 29-9-1953, Warszawa | 50,1   |
| 800 metros  | 15-7-1951, Moscú    | 1:51,8 |
| 1000 metros | 12-7-1953, Zabrze   | 2:27,0 |
| 1500 metros | 18-7-1953, Warszawa | 3:55,8 |